# Trifolium heldreichianum
Trifolium heldreichianum är en ärtväxtart som beskrevs av Heinrich Carl Haussknecht. Trifolium heldreichianum ingår i släktet klövrar, och familjen ärtväxter. Inga underarter finns listade i Catalogue of Life.